# Storia, antropologia e scienze del linguaggio
Storia, antropologia e scienze del linguaggio è una rivista italiana quadrimestrale interdisciplinare di studi umanistici, fondata nel 1986 da Luciano Dondoli, co-diretta da Mario Bulzoni tra il 1986 ed il 1992 e da Corrado Ocone dal 1992 al 1997.
Specializzata negli studi del Novecento italiano di storia delle religioni, di antropologia storica, di filosofia del linguaggio, a più riprese orientata ad un'analisi dello storicismo nelle sue varianti, la rivista SASL ha dedicato attenzione alla figura intellettuale di Benedetto Croce, Giovanni Gentile, Adolfo Omodeo, Raffaele Pettazzoni, Ernesto de Martino.
Uno spazio consistente della rivista è stato riservato, fin dall'inizio, al neoidealismo italiano, con una particolare attenzione alla teoria della storia, alla filosofia del linguaggio, all'estetica e alla teoria della letteratura. In questo ambito, numerosi saggi hanno indagato, tra l'altro, sia il periodo di formazione del pensiero crociano, studiato nei suoi rapporti con lo storicismo tedesco e con la lezione di Francesco De Sanctis, Antonio Labriola, Johann Friedrich Herbart, sia gli svolgimenti anche radicalmente critici che il neoidealismo ha avuto in autori come Luigi Scaravelli, Guido Calogero, Ernesto de Martino, Giacomo Noventa.
Nel settore di ricerca storico-religioso ed etnologico hanno contribuito: Pietro Angelini, Luciano Arcella, Giovan Battista Bronzini, Antonino Buttitta, Placido Cherchi, Floriana Ciccodicola, S. D'Onofrio, Angelica Fago, M. H. Fantar, Laura Faranda, Mario Gandini, Nicola Gasbarro, Sonia Giusti; Vittorio Lanternari, Luigi Maria Lombardi Satriani, Vito Lattanzi, G. Leghissa, M. Lospinoso, H. Majoub,  Marcello Massenzio, Gilberto Mazzoleni, Emanuela Monaco, Enrico Montanari, A. Najjar, H. Oussaifi, Mariano Pavanello, Dario Sabbatucci, Claudia Santi, Adriano Santiemma, Amalia Signorelli, Francesco Solitario, Tullio Tentori.
Tra i collaboratori nel settore storico-filosofico: Luciano Dondoli, Leonardo Lattarulo, Raffaele Lauretta, Vincenzo Martorano, Francesco Solitario, Vittorio Stella.
Nei primi anni del 2000, accoglie interventi di Carlo Azeglio Ciampi e di Antonio Fazio.
Comitato scientifico: Walter Belardi, Floriana Ciccodicola, Giacomo De Marzi, Leonardo Lattarulo, Gilberto Mazzoleni, Vincenzo Micocci, Enrico Montanari, Leon Pompa, Valerio S. Severino.
Coordinatore della sezione romana: Angelica Fago
Rubriche: Studi e ricerche, Note e discussioni, Recensioni, Ricordi e memorie e Schede bibliografiche.

## "Numeri Monografici" e sezione "Studi e Ricerche"
- Ernesto de Martino e il senso della storia (A. X,1995, fasc. 3);
- Culture e storie. Seminario di studi antropologici (A. XIII, 1998, fasc. 1-2);
- La categoria di “Operatore rituale” (A. XIV,1999, fasc. 3);
- Dialogo interculturale e Diritti Umani - Atti del 1° Seminario Internazionale C.E.I.M. (Cittadinanza Europea e Identità Mediterranee). Cassino, 2005, (A. XXII, 2007, fasc. 1-2);
- Storicismo e religione della libertà in Solzhenitsyn, (A. XXIII, 2008, fasc. 1-2);
- Cinquantenario dalla morte di Raffaele Pettazzoni (A. XXIV 2009, fasc. 3);
- Atti del 3° Seminario Internazionale C.E.I.M. (Cittadinanza Europea e Identità Mediterranee). Cassino, 2008 (a cura di F. Ciccodicola) (A. XXV, 2010, fasc. 2-3);
- 150º anniversario dell'unità d'Italia (A. XXVI,2011, fasc. 1-3).

## Indici delle annate
Indici analitici editi nei volumi della rivista:
- 1986-1992: VII (1992), fasc. 2-3, pp. 179–198;
- 1993-1994: IX (1994), fasc. 2-3, pp. 195–214;
- 1995-1997: XII (1997), fasc. 3, pp. 137–154.

## I Quaderni
Nel 1992 la rivista inaugura una collana editoriale monografica i “Quaderni”.
- 1 (1992) – L. Dondoli, La natura catartica dell'arte;
- 2 (1995) - AA.VV, Le piante magiche. Una ricerca storico-antropologica (a cura di S.  Giusti);
- 3 (1997) - Cultura planetaria o pianeta multiculturale (2 voll.) Atti del Convegno Internazionale Cassino 11-13 aprile 1994 (a cura di S. Giusti con la collaborazione di F. Ciccodicola);
- 4 (1998) - AA.VV., Culture e Storie (a cura di S. Giusti);
- 5 (1999) – AA.VV., Gli operatori rituali (a cura di S. Giusti);
- 6  (2000) - F. Ciccodicola, Una “Nuova Gerusalemme” in Ciociaria. Esperienze salvifico-apocalittiche nella Valle di Comino;
- 7 (2001) - L. Dondoli, Natura e insegnamento della storia;
- 8 (2002) - AA.VV., Flussi migratori. Incontri di culture;
- 9 (2003) - G. De Vita, La demo-etno-antropologia di Raffaele Corso:
- 10 (2006) - L. Dondoli, Gatti e bauli. Schegge di ricordi (a cura di L. Colagiovanni);
- 11 (2008) - AA.VV., La ricerca di Luciano Dondoli (a cura di D. Zompa);
- 12 (2008) – AA.VV., Diritti Umani dialogo interculturale e interreligioso. “Dei delitti e delle pene”, Atti del 2° Seminario Internazionale C.E.I.M., Cassino 27-29 maggio 2007 (a cura di S. Giusti con la collaborazione di D. Zompa e M. Di Sisto);